# Kia EV6
Kia EV6 – elektryczny samochód osobowy typu crossover klasy średniej produkowany pod południowokoreańską marką Kia od 2021 roku.

## Historia i opis modelu

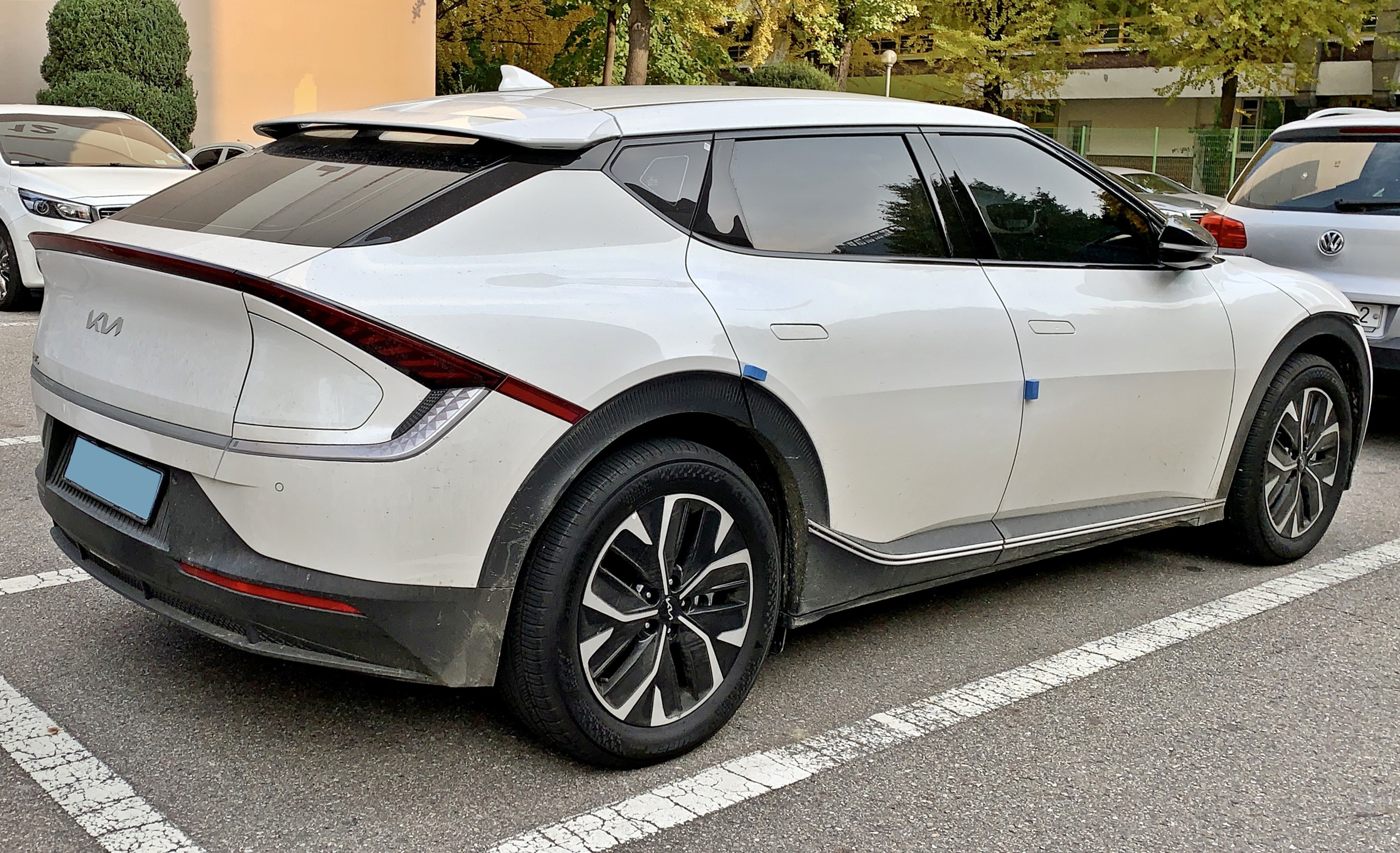
Kia EV6 - tył

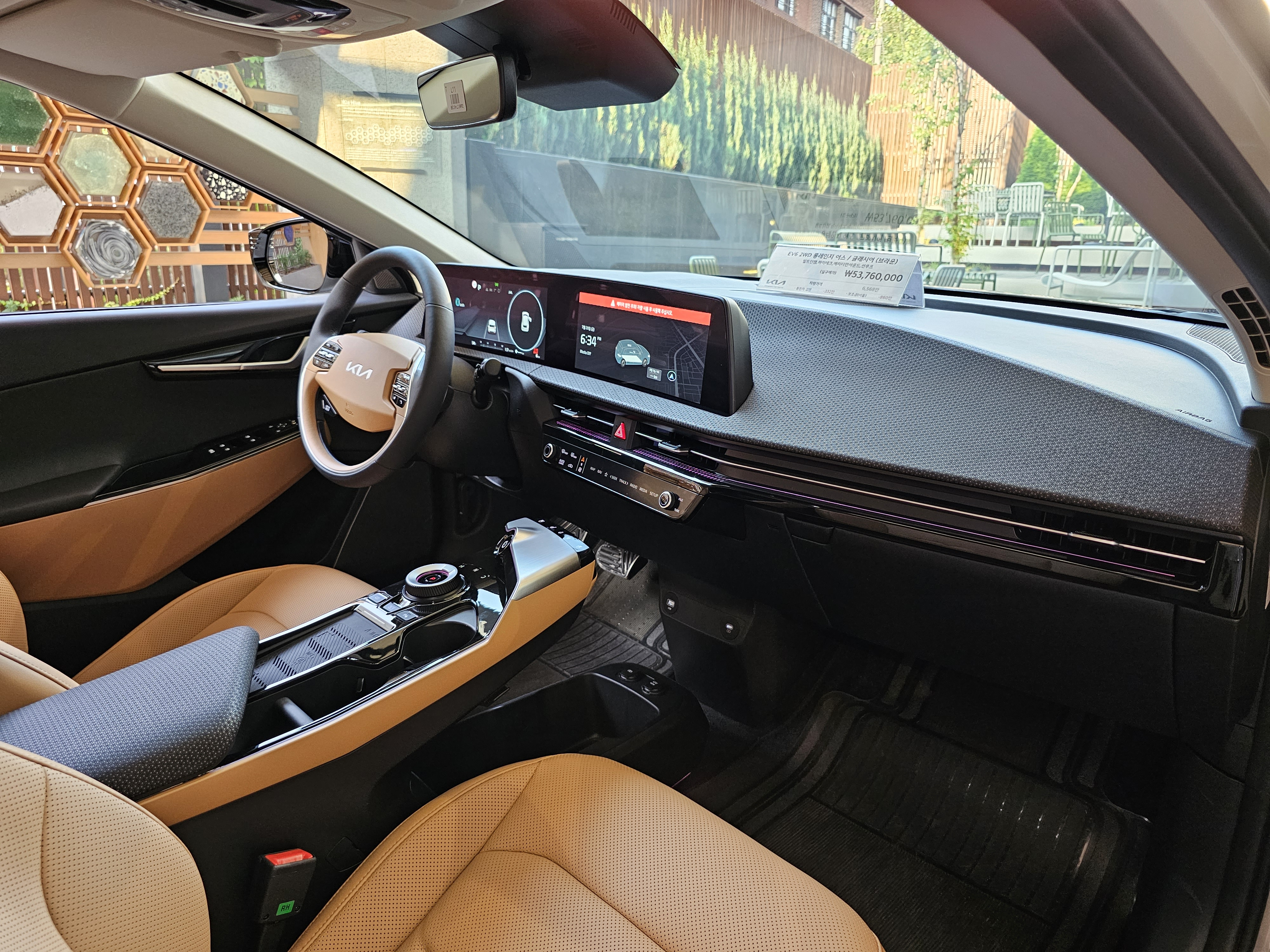
Kia EV6 - kokpit

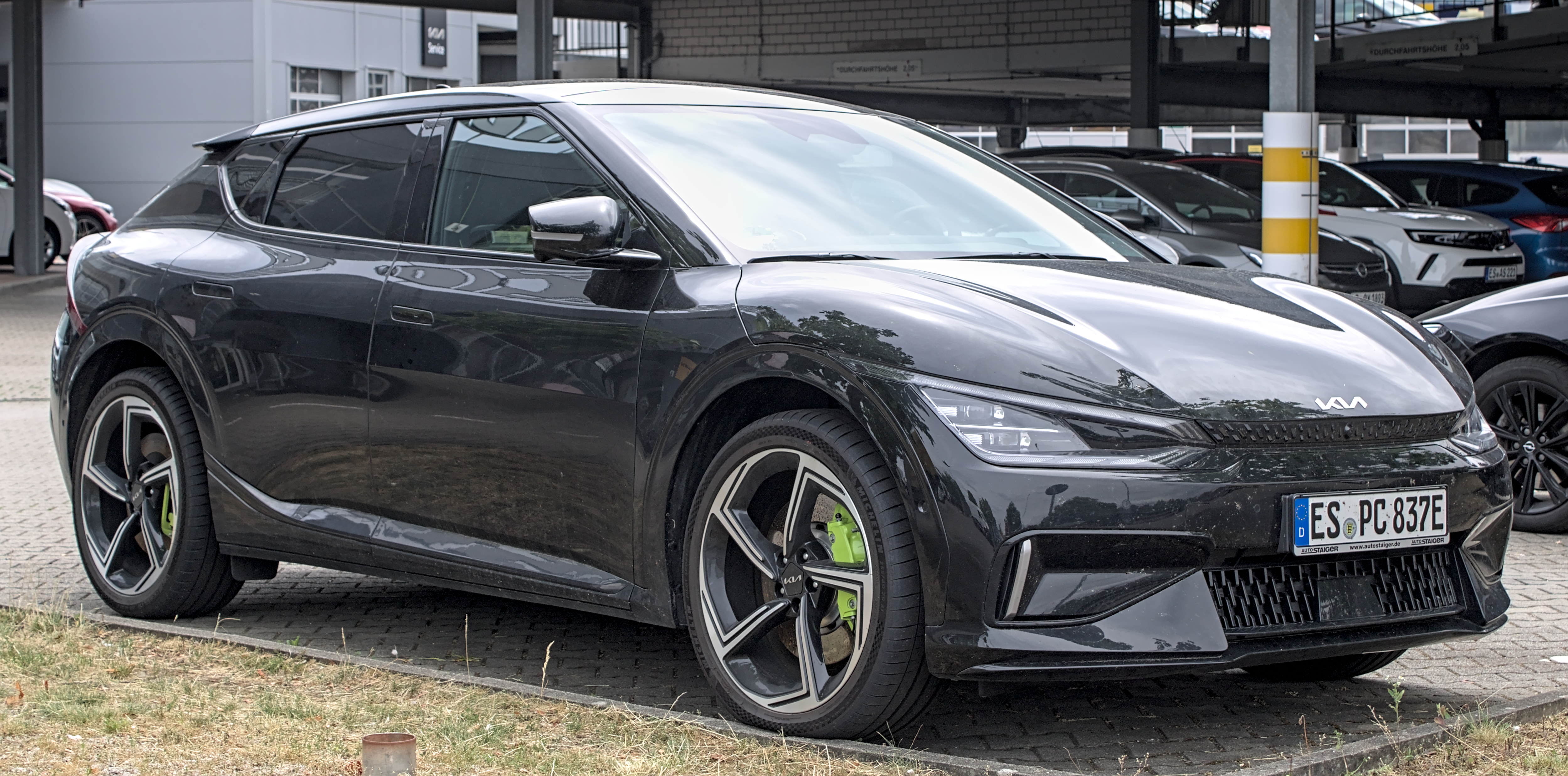
Kia EV6 GT

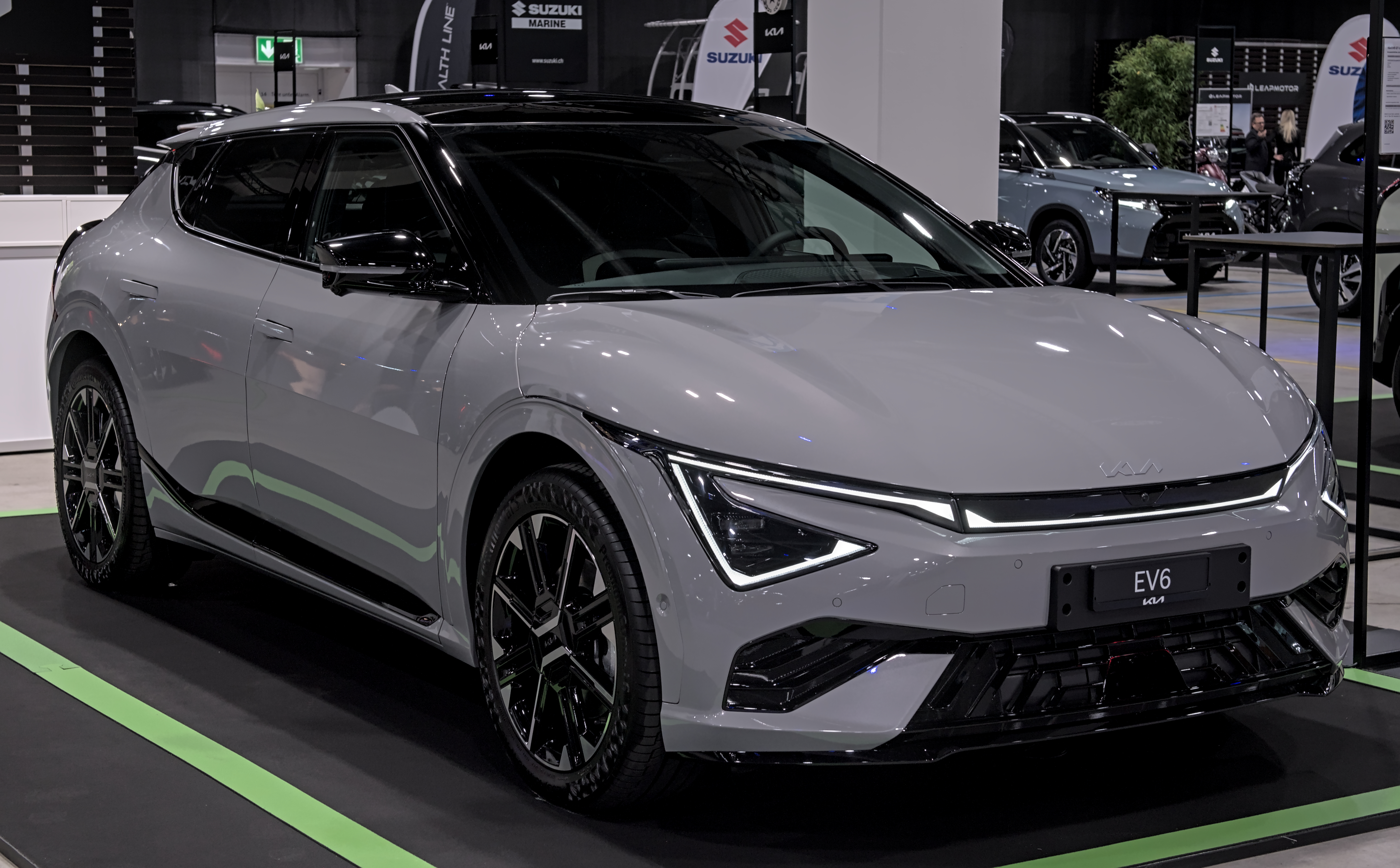
Kia EV6 po liftingu

### Rozwój
W marcu 2019 roku podczas Geneva Motor Show Kia przedstawiła studium zapowiadające pierwszy w historii południowokoreańskiej firmy wysokowydajnościowy pojazd od podstaw zbudowany z myślą o napędzie elektrycznym - Kia Imagine Concept. W grudniu tego samego roku producent oficjalnie zapowiedział plany wdrożenia modelu o koncepcji wskazanej przez prototyp Imagine do produkcji seryjnej.
W lipcu 2020 roku w internecie opublikowano pierwsze zdjęcia głęboko zamaskowanych egzemplarzy przedprodukcyjnych gotowego samochodu, a podczas rozwojów samochód określany był roboczym określeniem Kia CV zaczerpniętym z kodu fabrycznego nadanego przez producenta.

### Premiera
Produkcyjny samochód otrzymał nazwę Kia EV6, będąc nie tylko pierwszym samochodem południowokoreańskiego producenta zbudowanego od podstaw z myślą o napędzie elektrycznym, ale i pierwszym pojazdem z nowej linii modelowej w pełni elektrycznych pojazdów z przedrostkiem EV. Kia EV6 przyjęła postać średniej wielkości crossovera opartego na nowej architekturze koncernu Hyundai o nazwie E-GMP, na której zbudowano także pokrewnego Hyundaia Ioniq 5 i Genessa GV60.
Pojazd utrzymano w nowym awangardowym języku stylistycznym Kii o przydomku Opposites united, którego charakterystycznymi cechami stały się brak dotychczasowego wzoru tygrysiego nosa z przodu oraz muskularna i aerodynamiczna sylwetka z agresywnie ukształtowanymi reflektorami, chowanymi klamkami czy tylnym spojletem zintegrowanym z lampami. 
Kabina pasażerska została utrzymana we wzornictwie tożsamym z przedstawioną wcześniej na początku roku Kią K8, wyróżniając się awangardowo stylizowanym tunelem środkowym z okrągłym przełącznikiem trybów jazdy, dwuramienną kierownicą, a także dwoma 12-calowymi wyświetlaczami w roli zegarów oraz centrum sterowania systemem multimedialnym Kia UVO Connect. Tradycyjną formę przycisków zachował m.in. panel klimatyzacji.

### Lifting
W maju 2024 Kia EV6 przeszła obszerną restylizację, która z zewnątrz skoncentrowała się na przemodelowanym pasie przednim. Samochód zyskał nieregularnie ukształtowane, niżej osadzone trójkątne reflektory, przemodelowany przedni i tylny zderzak, a także inne wkłady lamp tylnych. Wewnątrz zastosowano nowy projekt koła kierownicy w dwóch wariantach w zależności od wersji wyposażenia, a także wprowadzono cieńsze ramki wyświetlaczy cyfrowych zegarów i systemu multimedialnego oraz zrezygnowano z wykończenia fortepianową czernią na tunelu środkowym. Pod kątem technicznym dotychczasowy akumulator o pojemności 77,4 kWh zastąpił większy o pojemności 84 kWh, który zaoferował do 490 kilometrów zasięgu na jednym ładowaniu i moc ładowania do 350 kWh.

### EV6 GT
Równolegle z debiutem podstawowej gamy wariantów EV6, producent przedstawił także topową wyczynową odmianę Kia EV6 GT. Pod kątem wizualnym zyskała ona m.in. matowy lakier, przeprojektowany zderzak przedni z większymi wlotami powietrza, a także zmodyfikowany zderzak tylny i większe alufelgi. Układ napędowy zyskał moc 585 KM i 740 Nm maksymalnego momentu obrotowego, a także akumulatory 58 lub 77,4 kWh. Sportowa Kia EV6 GT rozwija 100 km/h w 3,5 sekundy. Po wycofaniu modelu Kia Stinger z początkiem 2023 roku, EV6 obrało rolę topowego modelu o sportowej charakterystyce.

### Sprzedaż
Kia EV6 powstała jako samochód globalny na czele z rynkami Korei Południowej, Europy, Stanów Zjednoczonych oraz Chin. W ciągu 24 godzin od debiutu na rodzimym południowokoreańskim rynku producent zebrał 21 tysięcy zamówień, z kolei na początku maja 2021 Kia ogłosiła, że wśród europejskich nabywców zgromadziła 3 razy więcej zamówień niż planowała - ponad 33 tysiące. Dostawy pierwszych egzemplarzy do nabywców na rynku europejskim zaplanowano na drugą połowę 2021 roku, z kolei w Ameryce Północnej będzie to miało miejsce w pierwszych miesiącach 2022 roku.

### Dane techniczne
| Zasięg (WLTP)                   | 400 km    | 400 km    | 510 km    | 510 km    | 490 km    | 490 km    | 400 km    | 400 km    | 400 km    |           |           |           |           |           |           |           |           |           |           |           |
| Przyśpieszenie od 0 do 100 km/h | 8,5 s     | 8,5 s     | 7,5 s     | 7,5 s     | 5,4 s     | 5,4 s     | 3,5 s     | 3,5 s     | 3,5 s     |           |           |           |           |           |           |           |           |           |           |           |
| Moc                             | 170 KM    | 170 KM    | 228 KM    | 228 KM    | 325 KM    | 325 KM    | 585 KM    | 585 KM    | 585 KM    |           |           |           |           |           |           |           |           |           |           |           |
| Moment obrotowy                 | 350 Nm    | 350 Nm    | 350 Nm    | 350 Nm    | 605 Nm    | 605 Nm    | 740 Nm    | 740 Nm    | 740 Nm    |           |           |           |           |           |           |           |           |           |           |           |
| Prędkość maksymalna             | 185 km/h  | 185 km/h  | 185 km/h  | 185 km/h  | 185 km/h  | 185 km/h  | 185 km/h  | 185 km/h  | 260 km/h  |           |           |           |           |           |           |           |           |           |           |           |
| Prędkość ładowania              | Do 350 kW | Do 350 kW | Do 350 kW | Do 350 kW | Do 350 kW | Do 350 kW | Do 350 kW | Do 350 kW | Do 350 kW | Do 350 kW | Do 350 kW | Do 350 kW | Do 350 kW | Do 350 kW | Do 350 kW | Do 350 kW | Do 350 kW | Do 350 kW | Do 350 kW | Do 350 kW |